# Jasper (Teksas)
Jasper je grad u američkoj saveznoj državi Teksas. Prema popisu stanovništva iz 2010. u njemu je živjelo 7.590 stanovnika.